# Jelyzaveta Jas'ko
Jelyzaveta Oleksiïvna Jas'ko (in ucraino Єлизавета Олексіївна Ясько?; Kiev, 17 ottobre 1990) è una politica ucraina del partito Servitore del Popolo, esperta in affari culturali e produttrice di film.
Membro del Parlamento ucraino dall'agosto 2019, è anche componente della commissione per la politica estera. È responsabile della cooperazione interparlamentare, dei rapporti bilaterali e multilaterali. Jas'ko è stata alla guida della delegazione ucraina all'Assemblea parlamentare del Consiglio d'Europa dal settembre 2019 al gennaio 2020.
Yasko è anche produttrice del film documentario "Krim: brudnyj sekret Rosiï" e fondatrice dell'iniziativa "Yellow Blue Strategy".

## Biografia
Jas'ko è nata a Kiev nel 1990, si è laureata con lode in scienze politiche presso l'Università nazionale Taras Ševčenko di Kiev. Durante il 2013-2014, ha seguito un programma di scambio presso l'Università statale di Mosca "Lomonosov". Lisa è stata la prima ucraina ad ottenere un master in politiche pubbliche alla Blavatnik School of Government e poi all'Università di Oxford. Durante gli studi, è stata presidente della Società ucraina dell'Università di Oxford (2016-2017).
Dal 2011 al 2012, Jas'ko è stata una stagista presso il Parlamento dell'Ucraina, lavorando per il Comitato della Cultura e presso il Centro europeo per il sostegno informativo. Durante il 2013-2016, ha consultato varie ONG e politici sulle riforme della politica culturale.
Dal 2014 al 2016, Jas'ko è stata la responsabile dei progetti presso un'agenzia di PR, Ukraïns'kyj kryzovyj media-centr (Український кризовий медіа-центр), e presso il team Stratcom presso l'amministrazione presidenziale dell'Ucraina. Ha coordinato una serie di eventi, tra cui la campagna musicale commemorativa "Svidok", dedicata al 75º anniversario dell'eccidio di Babij Jar, che ha vinto il primo Cannes Lion Award nella storia dell'Ucraina. Un altro progetto è stata la campagna ucraina per il referendum olandese del 2016 sull'accordo di associazione dell'UE con l'Ucraina chiamato "Hop Nederland Hop". È stata anche responsabile esecutiva del progetto multimediale "UN Hundred", presentato a nome della delegazione ucraina alle Nazioni Unite durante le sessioni dell'Assemblea generale nel 2014 e nel 2015. Jas'ko ha anche lavorato presso il Dipartimento per il Digitale, la Cultura, i Media e lo Sport (Regno Unito, 2017). Ha condotto ricerche sul miglioramento delle opportunità di accesso all'educazione artistica per le comunità svantaggiate nel Regno Unito.

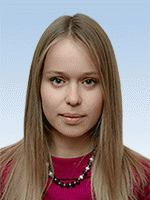
Jelysaweta Jasko

Dopo il suo ritorno in Ucraina, Jas'ko ha fondato un'iniziativa "Yellow Blue Strategy", volta a promuovere lo sviluppo della diplomazia culturale, dell'economia creativa, dell'educazione creativa e delle politiche pubbliche in Ucraina. Yellow Blue Strategy organizza anche eventi culturali. In collaborazione con Jamie Doran (Clover Films), Jas'ko ha lavorato alle riprese di documentari, come "Krim: brudnyj sekret Rosiï" (Крим: брудний секрет Росії) per Al Jazeera e una serie di documentari sulla storia del KGB sovietico per i canali televisivi europei ZDF ed Arte.
Nel 2019 ha tenuto lezioni come ospite presso l'Università cattolica ucraina.

## Carriera politica

### Attività parlamentare
Jas'ko è membro della 9ª Verchovna Rada (il parlamento dell'Ucraina) dall'agosto 2019. È stata eletta nelle elezioni parlamentari ucraine del 2019 come numero 15 nella lista di "Servitore del popolo". Membro della commissione per la politica estera, è leader del gruppo parlamentare di tutti i partiti "Ščaslyva Ukraïna", che mira a facilitare il dialogo sociale, il benessere, un senso di sicurezza e speranza per il futuro. Collabora attivamente con esperti, organizzando regolari colloqui nella Verchovna Rada e sostiene anche lo sviluppo delle comunità rom e dei diritti dei rom in Ucraina.
Jas'ko ha espresso le sue preoccupazioni in merito all'accordo preliminare dell'Ucraina sulle proposte del gruppo di contatto trilaterale a Minsk sul previsto Consiglio consultivo. A suo avviso, potrebbe minare il sostegno internazionale all'Ucraina nel conflitto e legittimare delegati russi nell'Ucraina orientale. Ha anche sostenuto pubblicamente la mozione legislativa sulla regolamentazione del processo di risarcimento per gli ex proprietari delle banche nazionalizzate, contrassegnato come fondamentale per sbloccare il sostegno finanziario del FMI all'Ucraina e prevenire il default dello Stato ucraino.
Jas'ko è stata impegnata nella stesura della legislazione su una serie di questioni, tra cui regolamentare il lobbismo, contrastare la corruzione,  pari rappresentanza, azioni correttive a seguito dell'intervento militare russo in Ucraina. È stata anche tra gli iniziatori dell'appello della Verchovna Rada ai parlamenti ed alle organizzazioni interparlamentari per la condanna dell'annessione russa della Crimea e delle presunte violazioni dei diritti umani nella Crimea annessa, e della dichiarazione sul non riconoscimento della legittimità del referendum tenuto dalla Russia in Crimea ed a Sebastopoli.